# Mu Cygni
Désignations
μ1 Cyg : HR 8309, HD 206826, LTT 16353, SAO 89940

Mu Cygni (μ Cygni / μ Cyg) est une étoile binaire de la constellation boréale du Cygne, située près de la limite avec la constellation de Pégase. Elle est visible à l’œil nu avec une magnitude apparente combinée de 4,49. Le système est distant de ∼ 72 a.l. (∼ 22,1 pc) comme déterminé par la mesure de sa parallaxe annuelle et il s'éloigne du Soleil avec une vitesse radiale de +17 km/s.
L'étoile binaire comprend une naine jaune-blanche, μ1 Cygni, et une naine jaune, μ2 Cygni.

## Propriétés
La paire de μ Cygni boucle une orbite selon une période d'environ 800 ans, avec un demi-grand axe de 5″ et une excentricité assez importante d'environ 0,6.
L'étoile primaire et la plus brillante du système, μ1 Cygni, d'une magnitude apparente de 4,70, est une naine jaune-blanche de type spectral F6V. Elle est environ 35 % plus massive et 88 % plus grande que le Soleil. Sa température de surface est de 6 354 K et elle est 6 fois plus lumineuse que le Soleil. L'étoile tourne sur elle-même à une vitesse de rotation projetée de 11,6 km/s
L'étoile secondaire du système, μ2 Cygni, d'une magnitude apparente de 6,12, est une naine jaune de type spectral G2V. Sa masse est similaire à celle du Soleil mais elle est près de 8 % plus grande que lui. Sa température de surface est de 5 998 K et sa luminosité est 40 % plus élevée que celle du Soleil. L'étoile tourne sur elle-même à une vitesse de rotation projetée de 4,6 km/s.

## Composantes optiques
Il existe deux composantes supplémentaires, désignées μ Cygni C (de magnitude apparente 12,93) et μ Cygni D (de magnitude apparente 6,94). Ce sont des doubles optiques, qui ne sont pas liées physiquement au système de μ Cygni et qui sont plus éloignées de la Terre. μ Cygni D est une binaire spectroscopique, également désignée HD 206874 (ou HIP 107326), formée de deux étoiles sous-géantes de type F précoces.